# Breviceps rosei
Breviceps rosei là một loài ếch thuộc họ Nhái bầu.
Môi trường sống tự nhiên của chúng là vùng cây bụi ôn đới, thảm cây bụi kiểu Địa Trung Hải, vùng bờ biển cát, đất canh tác, vùng đồng cỏ, vườn nông thôn, và các vùng đô thị. Chúng hiện đang bị đe dọa vì mất nơi sống.